# Terpsiphone paradisi
El monarca colilargo asiático (Terpsiphone paradisi) es una especie de ave paseriforme de la familia Monarchidae propia de Asia. Los machos poseen un par de largas plumas centrales en la cola, y en algunas poblaciones un plumaje negro y rufo mientras que otras tienen plumaje blanco. Las hembras poseen colas cortas con alas rufas y cabeza negra. Se alimentan de insectos, los cuales capturan en el aire a menudo debajo de la densa fronda de los árboles.
Habitan en una amplia zona y su extendida población parece ser estable, en el 2004 el IUCN la consideró una especie bajo preocupación menor.
En su primera descripción científica en 1758, Linneo denominó a la especie Corvus paradisi. Anteriormente los Terpsiphones estaban clasificados en la familia Muscicapidae, pero actualmente se encuentran en la familia Monarchidae junto con los atrapamoscas monarcas. En la India se lo considera el ave estatal de Madhya Pradesh.

## Galería

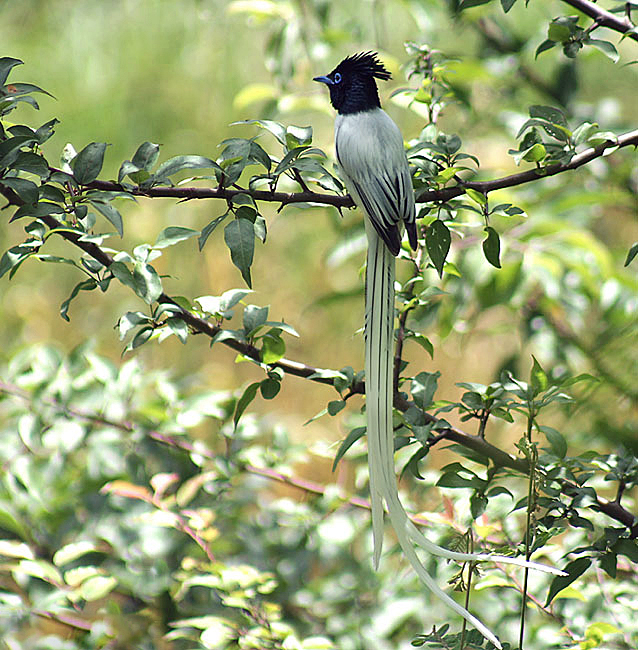
Macho adulto en el distrito de Kullu de Himachal Pradesh, India.
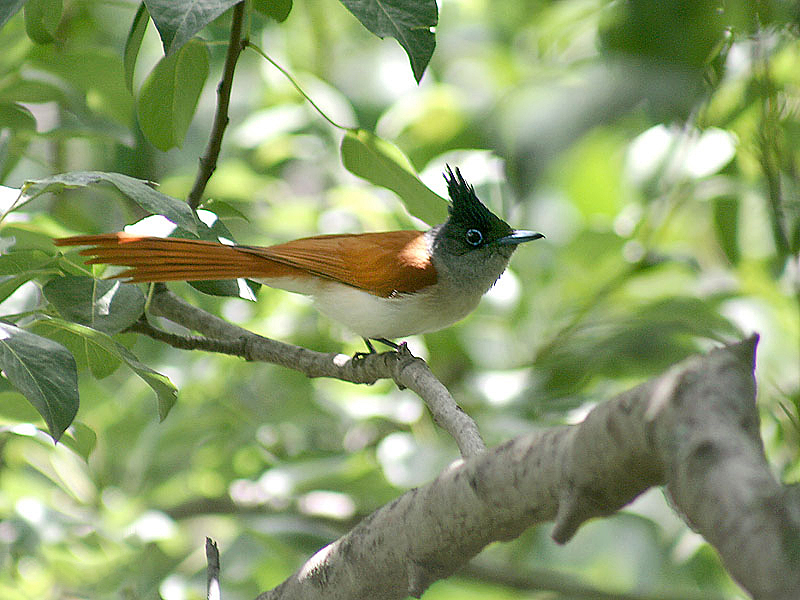
Hembra en el distrito de Kullu de Himachal Pradesh, India.
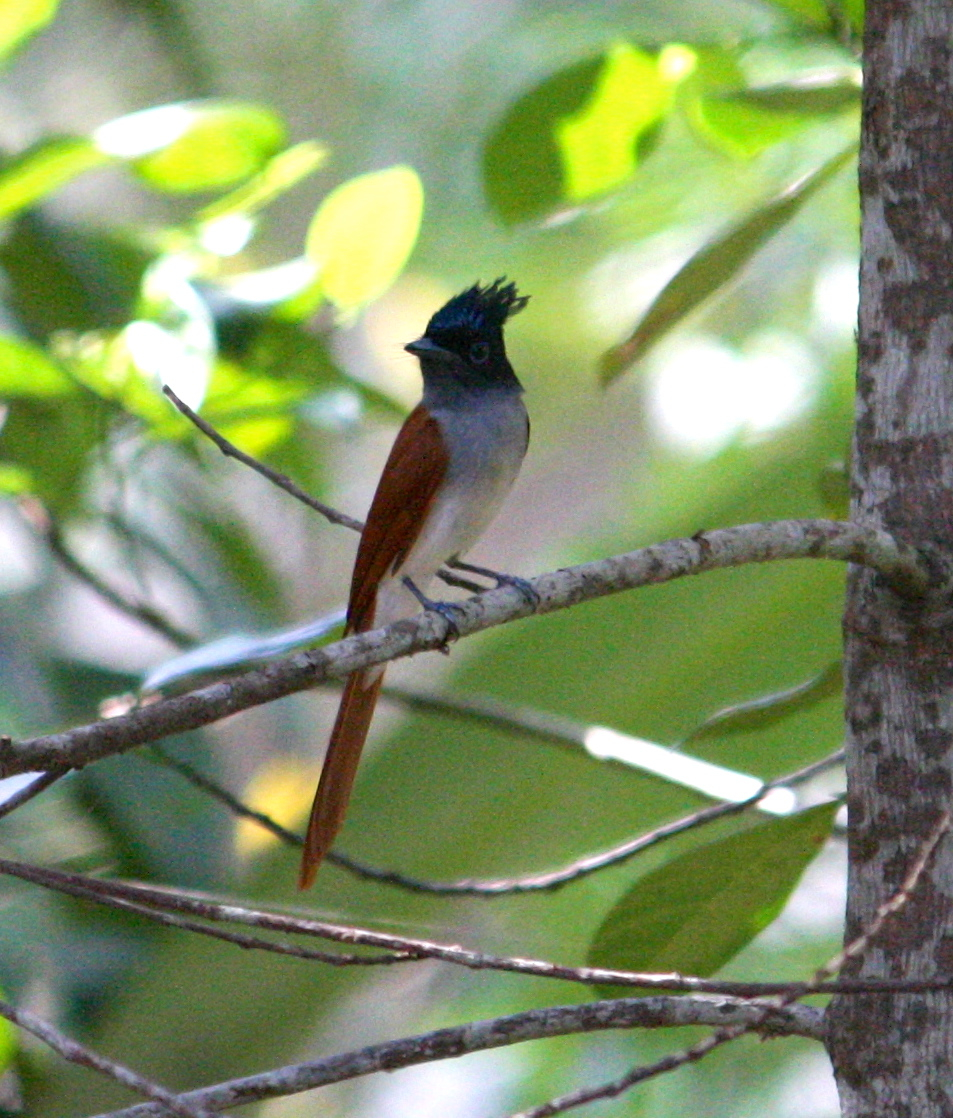
Hembra en Panayal, Kerala, India.
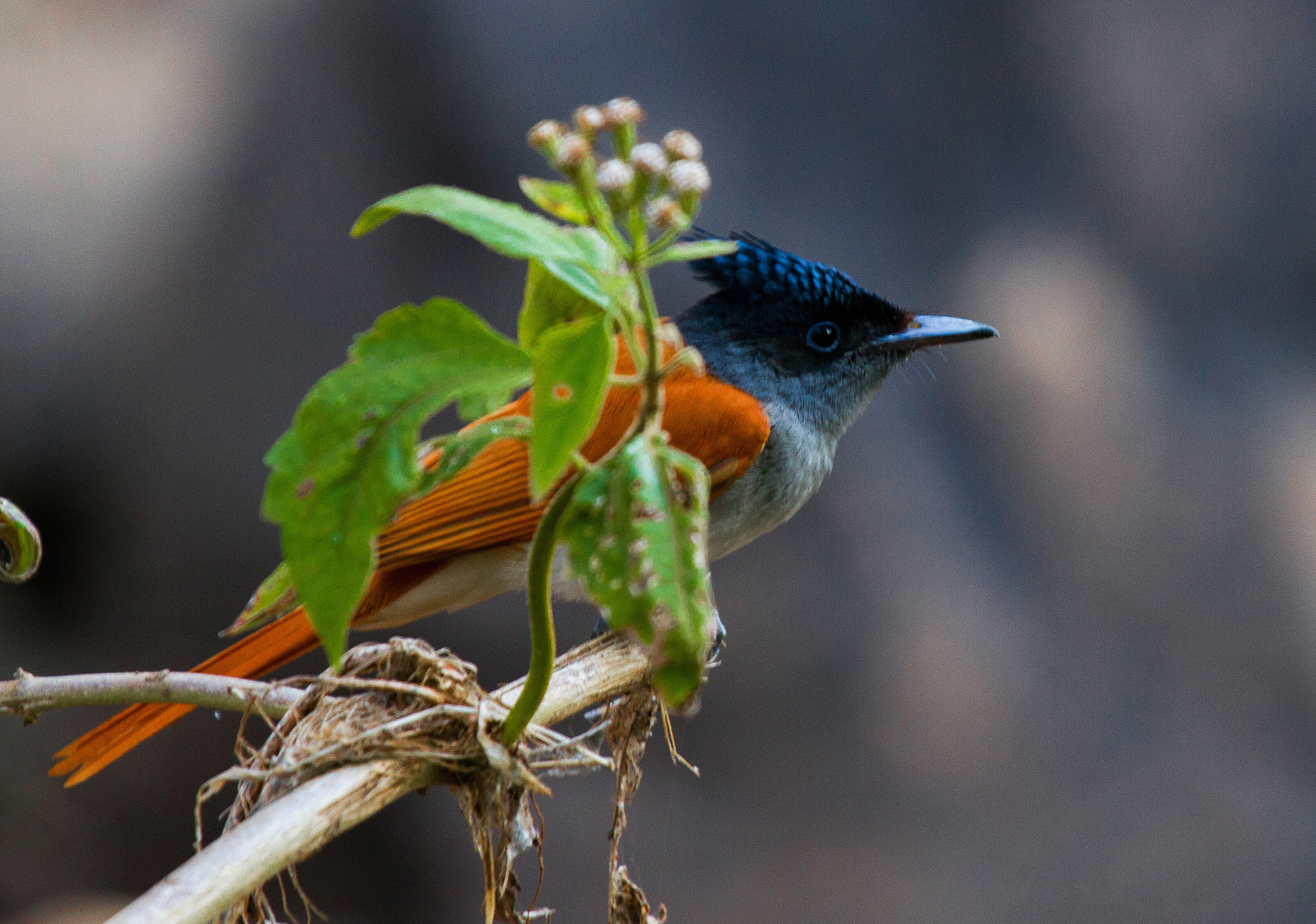
Monarca colilargo asiático (Hembra)
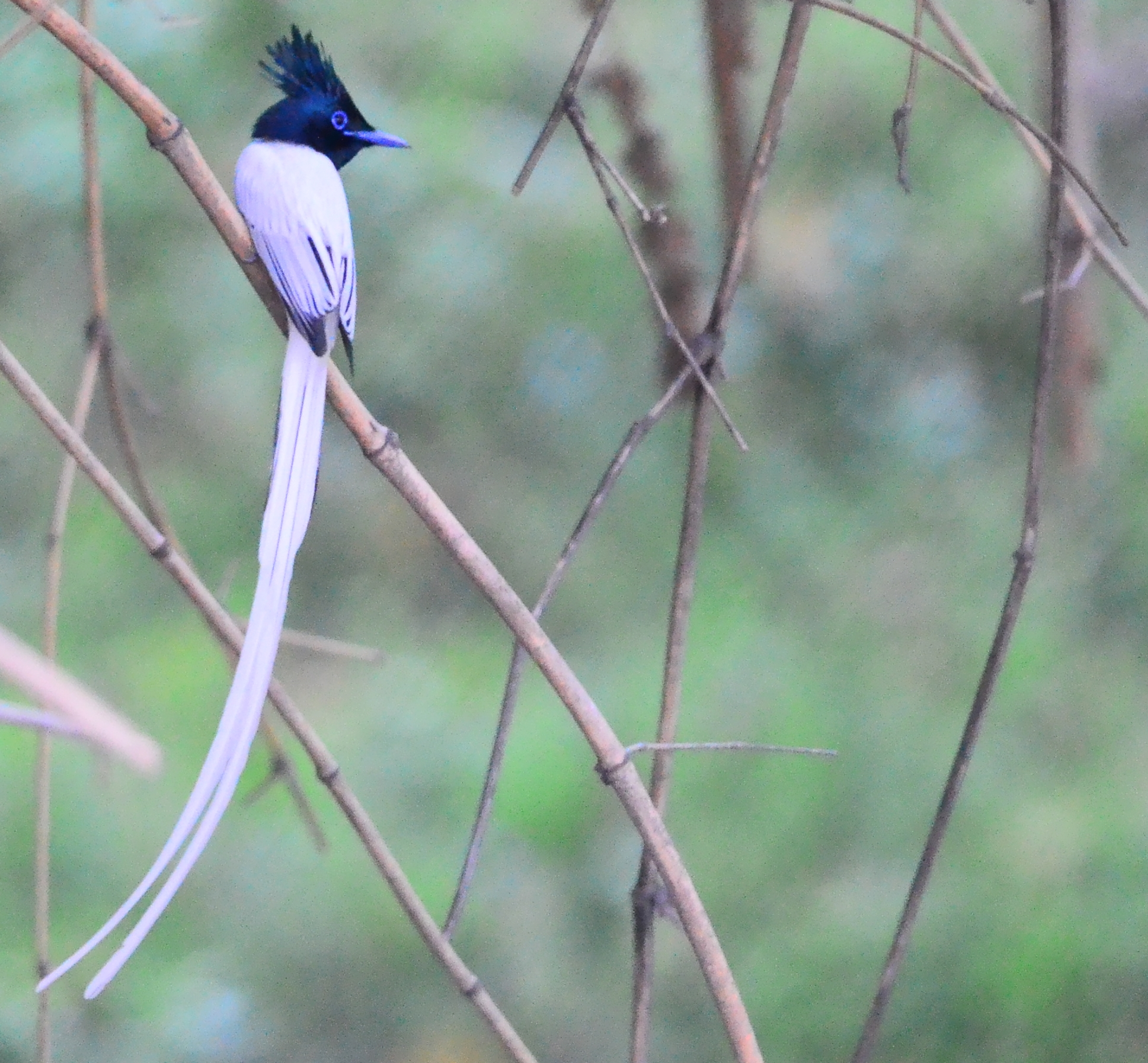
Monarca colilargo asiático en Chandigarh, India